# Arakan, Cotabato

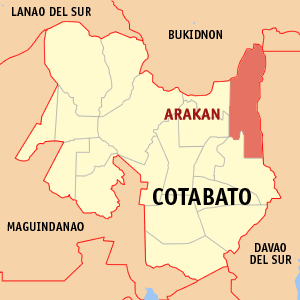
Bản đồ của Cotabato với vị trí của Arakan

Arakan là một đô thị hạng 3 ở tỉnh Cotabato, Philippines. Theo điều tra dân số năm 2000, đô thị này có dân số 34.588 người trong 6.605 hộ.

## Các đơn vị hành chính
Arakan được chia thành 28 barangay.
| - Allab - Anapolon - Badiangon - Binoongan - Dallag - Datu Ladayon - Datu Matangkil - Doroluman - Gambodes - Ganatan - Greenfield - Kabalantian - Katipunan - Kinawayan | - Kulaman Valley - Lanao Kuran - Libertad - Makalangot - Malibatuan - Maria Caridad - Meocan - Naje - Napalico - Salasang - San Miguel - Santo Niño - Sumalili - Tumanding |